# Laguna Loire
Laguna Loire (ラグナ・レウァール, Raguna Rewāru) è un personaggio del videogioco Final Fantasy VIII.
Protagonista di alcuni sogni di Squall Leonhart e dei suoi compagni, svilupperà una sorta di trama parallela a quella principale legata ai Seed, facendo la sua prima apparizione onirica durante l'inizio della loro prima missione.

## Storia
Laguna Loire fu un soldato galbadiano poco incline al combattimento e in realtà aspirante alla carriera di giornalista (riuscirà a coronare il suo sogno collaborando con la rivista Timber Maniacs).

Assieme ai suoi commilitoni Kiros Seagul e Ward Zabak avrà occasione di compiere numerosi viaggi, partecipando (in modo rocambolesco) alla presa di Timber e visitando il continente di Centra nel periodo della guerra contro Esthar.

Dopo un'iniziale infatuazione per Julia Heartilly, pianista del Galbadia Hotel di Deling City e futura madre di Rinoa Heartilly, incontrerà nel piccolo villaggio di Winhill il suo grande amore, Raine Leonhart, ed è dalla loro unione (sebbene non esplicitamente rivelato nel corso del gioco, ma facilmente deducibile) che nascerà Squall Leonhart.

Costretto dal susseguirsi degli eventi legati alla Guerra della Strega e dall'affetto per la piccola Ellione (orfana di Winhill fatta rapire dalla strega Adele), Laguna si ritroverà suo malgrado a capo del colpo di Stato (e della conseguente rivoluzione) di Esthar, riuscendo a sconfiggere Adele e divenendo in seguito il nuovo Presidente della nazione.

Tuttavia queste complicazione lo terranno lontano da Winhill non potendo vedere più Raine che era rimasta incinta prima della sua partenza, e non potendo così vedere la nascita di suo figlio Squall e della morte di sua madre.
Queste cose sembrano far ancora risentire Laguna per non esserci stato negli ultimi momenti con la sua famiglia facendolo soffrire. Questo è oltretutto intuibile durante i suoi sogni dove ammette il timore che stia per risvegliarsi in un altro luogo lontano dalle persone che ama. Quando alla fine incontrerà direttamente Squall e il suo gruppo, capisce che erano loro i folletti che percepiva nei sogni del suo passato, spiegando che era stata Ellione a causarli con i suoi poteri, inconsapevolmente mentre dormiva.
Anche se non viene detto o spiegato direttamente, sembra che alla fine Laguna comprenda che Squall è suo figlio, anche se non lo ammetterà apertamente. Anche Squall tuttavia sembra averlo intuito, avendo visto il passato di Laguna. Questa cosa trova conferma, poiché se si parla con Kiros e Ward a bordo del Laguna Rock, essi commentano come Squall, assomigli di carattere più alla madre Raine, rispetto a Laguna. Non è risaputo se in futuro i due proveranno a conoscersi. Tuttavia, in una delle loro ultime conversazioni, Laguna, benché ancora sofferente nel parlare dell'amata Raine, quando ne avrebbe avuto la forza, promette a Squall che gli avrebbe raccontato di lei e che quando la battaglia con Artemisia sarà conclusa avrà molto da raccontargli. Ciò può indicare in modo indiretto, che Squall e Laguna avranno la possibilità di conoscersi meglio in futuro.

## Nel gioco
La figura e la storia di Laguna in Final Fantasy VIII sono introdotte sostanzialmente in tre modi diversi:
- "Sogni" provocati dal potere di Ellione, in grado di catapultare le coscienze di Squall Leonhart e dei suoi compagni nel passato del giovane Laguna;
- Attraverso le parole di Laguna stesso, divenuto presidente di Esthar e incontrato dai Seed nelle fasi finali del gioco;
- Tramite i numeri della rivista Timber Maniacs, con la quale Laguna ha collaborato (e visionabili, una volta rinvenuti, nel sito di Selphie Tilmitt accedendovi con il terminale del Garden di Balamb).

Laguna è anche una vecchia conoscenza di Shumi e Mumba, una specie di creature presente nel gioco che menzioneranno spesso il galbadiano.

## Altre apparizioni
Il personaggio è presente in Dissidia 012 Final Fantasy, doppiato da Hiroaki Hirata nella versione giapponese e da Armando Valdes-Kennedy in quella inglese.
Originariamente Laguna Loire sarebbe dovuto apparire anche in Kingdom Hearts Birth by Sleep in cui avrebbe dovuto capitanare l'Arena del Miraggio, tuttavia fu rimosso dal gioco per ragioni ignote.